# Ключі (Сімферопольський район)
Ключі́ (до 1948 року — Аджи-Ібрам, крим. Acı İbram) — село в Україні, у Сімферопольському районі Автономної Республіки Крим.
У 2011 році неподалік села було збудовано сонячну електростанцію «Перово» потужністю 105,56 МВт. Ця електростанція входить в десятку найбільших фотоелектричних електростанцій світу.